# 突肋茶
突肋茶（学名：Camellia costata）为山茶科山茶属的植物，为中国的特有植物。分布在中国大陆的广西等地，生长于海拔850米的地区，常生长在山谷溪边，目前尚未由人工引种栽培。

## 异名
- Camellia kwangtungensis H. T. Chang
- Camellia kwanntungensis H. T. Chang
- Camellia yungkiangensis H. T. Chang